# Léptines (desambiguação)
Léptines pode significar:
- Léptines, orador ateniense
- Léptines, irmão do tirano Dionísio de Siracusa, o Velho.[1]
- Léptines, general de Agátocles, tirano de Siracusa.[2]
- Léptines, sogro do rei Hierão Ii de Siracusa.[3]